# Castelo de Inveraray
Castelo de Inveraray é uma casa de campo perto Inveraray no condado de Argyll, no oeste da Escócia, na costa de Loch Fyne, o maior lago marítimo o maior lago marítimo da Escócia. É um dos primeiros exemplos da arquitetura neo-gótica.
É a sede dos Duques de Argyll, chefes do Clã Campbell, desde o século XVIII.

## História e arquitetura
James V ficou no antigo castelo de Inveraray em setembro de 1533. Um novo alaúde foi-lhe comprado em Glasgow e transportado para Inveraray pelo seu criado Troilus.
O atual castelo foi construído em estilo revivalista gótico. Os melhoramentos na propriedade começaram em 1743 por Archibald Campbell, conde de Ilay, que em breve se tornaria o 3º Duque de Argyll. A primeira pedra do novo castelo foi colocada em outubro de 1746, e substituiu um castelo anterior do século XV.
É um dos primeiros edifícios do Revivalismo Gótico, juntamente com a Casa de Strawberry Hill. Foi construído em cantaria de lápis-lazúli e, originalmente, todos os telhados eram planos e com ameias. Mais tarde, foi acrescentado um terceiro piso com telhado inclinado e janelas de sótão nas quatro alas, e foram acrescentados telhados cónicos íngremes às quatro torres redondas. Na década de 1770, a aldeia de Inveraray foi demolida e reconstruída a uma curta distância, para dar ao castelo um ambiente mais isolado.
Os arquitetos que trabalharam no novo castelo incluem William Adam e Roger Morris. O interior tem uma série de salas neoclássicas criadas no final do século XVIII para o 5º Duque por Robert Mylne, que se encontram entre as salas abertas ao público. James Lees-Milne não ficou impressionado com a casa quando a visitou em 1943, notando a “feia” pedra cinzenta e chamando-lhe “sombria e proibitiva”.
Em 1975, um incêndio devastador atingiu Inveraray e, durante algum tempo, o 12º Duque e a sua família viveram na cave do castelo, enquanto se efectuavam restauros, financiados por uma campanha mundial de angariação de fundos.

## Atualmente
O castelo está aberto aos visitantes. A sua coleção inclui mais de 1300 lanças, mosquetes, espadas e outras armas. Sua Graça o 13º Duque de Argyll e a sua família vivem em apartamentos privados no castelo, que ocupam dois andares e estão situados entre duas das quatro torres circulares com ameias. As recentes renovações incluíram a instalação do primeiro sistema de aquecimento central da casa, alimentado pela queima de aparas de madeira das explorações florestais da família, que anteriormente era aquecida apenas por lareiras.
O Castelo de Inveraray é um edifício classificado na categoria A. Está rodeado por um jardim de 16 acres (6,5 hectares) e por uma propriedade de 60 000 acres (24 000 hectares). Para além de acolher visitantes no castelo, as actividades da propriedade incluem a silvicultura comercial, a agricultura em regime de arrendamento, a energia eólica e hídrica e a caça ao veado.

## Na cultura popular
O castelo tem sido apresentado numa série de produções mediáticas, incluindo: Downton Abbey (2012); Great Estates Scotland (2014); e Susan Calman's Secret Scotland (2020). O festival “Best of the West”, organizado pela Duquesa, realizou-se no castelo todos os anos em setembro até 2018. Outras produções incluíram An American Aristocrat's Guide to Great Estates, a minissérie da BBC A Very British Scandal, e The Diplomat (2024).